# Municipio de Cosautlán de Carvajal
El municipio de Cosautlán de Carvajal se encuentra en el estado de Veracruz en zona centro montañosa del estado. Es uno de los 212 municipios de la entidad. Está ubicado en las coordenadas 19°19′56.8″N 96°59′28.2″O / 19.332444, -96.991167 y cuenta con una altura de 1240 m s. n. m. Los principales ríos con los que cuenta son el río Pescados, el río Huitzilapa y el río de La Antigua. Su cabecera es la localidad de Cosautlán de Carvajal.
El municipio lo conforman 25 localidades en las cuales habitan 14.724 personas.
Sus límites son:
- Norte: Teocelo.
- Sur: Tlaltetela.
- Este: Tlaltetela.
- Oeste: Ixhuacán de los Reyes.

Cosautlán de Carvajal tiene sus celebraciones en los días 1 al 4 de febrero, cuando se celebra la fiesta titular religiosa, en honor a la Virgen de la Candelaria, que es patrona del pueblo; el 13 de junio es la fiesta religiosa en honor de san Antonio en la localidadad de  Limones.